# Lepidozona interstincta
Lepidozona interstincta är en blötdjursart som först beskrevs av Gould 1852.  Lepidozona interstincta ingår i släktet Lepidozona och familjen Ischnochitonidae. Inga underarter finns listade i Catalogue of Life.